# Myosorex jejei
Myosorex jejei — вид ссавців із родини Soricidae, поширений у Демократичній Республіці Конго. Його природне місце проживання — болота. Він живе в болотах Cyperus, у вічнозелених гірських лісах і в альпійському середовищі над межею дерев. Можуть бути сезонні переміщення між місцями проживання.